# Conspiração de Babington

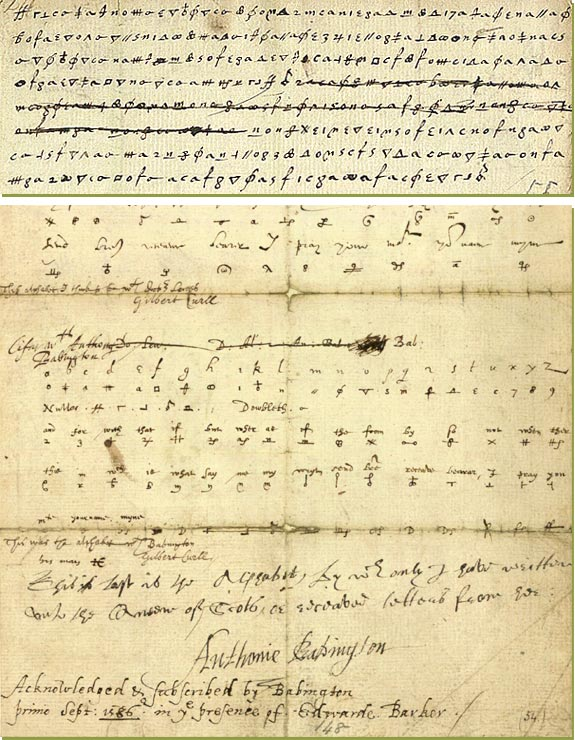
O "Decifrador" de Walsingham forjou este pós-escrito cifrado para a carta de Mary a Babington. Ele pede a Babington para usar o – – quebrado – (sob tortura) – decifrador para dizer a ela os nomes dos conspiradores.

A Conspiração de Babington foi um plano em 1586 para assassinar a rainha Elizabeth I, uma protestante, e colocar Mary, rainha dos escoceses, sua prima católica, no trono inglês. Isso levou à execução de Mary, resultado de uma carta enviada por Mary (que estava presa há 19 anos desde 1568 na Inglaterra a mando de Elizabeth) na qual ela consentia no assassinato de Elizabeth. 
O objetivo de longo prazo da trama era a invasão da Inglaterra pelas forças espanholas do rei Filipe II e da Liga Católica na França, levando à restauração da antiga religião. A trama foi descoberta pelo espião mestre de Elizabeth, Sir Francis Walsingham, e usada para prender Mary com o propósito de removê-la como pretendente ao trono inglês.
Os principais conspiradores foram Anthony Babington e John Ballard . Babington, um jovem recusante, foi recrutado por Ballard, um padre jesuíta que esperava resgatar a rainha escocesa. Trabalhando para Walsingham estavam os agentes duplos Robert Poley e Gilbert Gifford, bem como Thomas Phelippes, um agente espião e criptoanalista, e o espião puritano Maliverey Catilyn . O turbulento diácono católico Gifford estava a serviço de Walsingham desde o final de 1585 ou início de 1586. Gifford obteve uma carta de apresentação para a Rainha Mary de um confidente e espião dela, Thomas Morgan . Walsingham então colocou o agente duplo Gifford e o espião decifrador Phelippes dentro do Castelo de Chartley, onde Mary foi presa. Gifford organizou o plano de Walsingham para colocar as comunicações criptografadas de Babington e a rainha Mary em uma rolha de barril de cerveja que foi então interceptada por Phelippes, decodificada e enviada para Walsingham. 
Em 7 de julho de 1586, a única carta de Babington enviada a Mary foi decodificada por Phelippes. Mary respondeu em código em 17 de julho de 1586, ordenando que os supostos salvadores assassinassem a rainha Elizabeth. A carta de resposta também incluía frases decifradas que indicavam seu desejo de ser resgatada: "Os assuntos sendo assim preparados" e "Eu posso ser repentinamente transportada para fora deste lugar". No julgamento de Fotheringay em outubro de 1586, o Lorde do Alto Tesouro de Elizabeth, William Cecil - Lord Burghley - e Walsingham usaram a carta contra Mary, que se recusou a admitir que ela era culpada. Mas ela foi traída por seus secretários Nau e Curle, que confessaram sob pressão que a carta era principalmente verdadeira. 
1. ↑  Somerest, Anne (1991). Elizabeth One. [S.l.: s.n.] pp. 545–548
2. ↑  Anthony Babington, Dictionary of National Biography (1895). http://www.tudorplace.com.ar/Bios/AnthonyBabington.htm
3. ↑  Fraser, Antonia (1985). Mary Queen of Scots. [S.l.: s.n.] pp. 575–577